# یک گام به پیش
یک گام به پیش (اسپانیایی: Un paso adelante‎) یک مجموعهٔ تلویزیونی اسپانیایی است که از سال ۲۰۰۲ تا ۲۰۰۵ میلادی، از شبکهٔ آنتنا ۳ پخش شد. دنباله‌ای با عنوان UPA Next با حضور میگل آنخل مونیوس، بئاتریس لوئنگو و مونیکا کروز در نقش‌های قبلی‌شان، در ۲۵ دسامبر ۲۰۲۲ برای نخستین بار پخش شد.
این سریال در کشورهای دیگر نیز همچون آمریکای لاتین، آلمان، فرانسه، ایتالیا، صربستان و مونته‌نگرو با موفقیت چشمگیر مواجه شد.

## بازیگران
- لولا ئررا
- بئاتریس ریکو
- ناتالیا مییان
- فانی گائوتیر
- استر آرویو
- خوان اچانوبه
- بئاتریس لوئنگو
- میگل آنخل مونیوس
- پابلو پویول
- مونیکا کروز
- سیلویا مارتی
- آسی‌یر اچاندیا
- خوزه آنخل اگیدو
- رائول پنیا
- دافنه فرناندس
- تونی آکوستا
- خائیمه بلانچ
- رودولفو سانچو
- انریکه سان فرانسیسکو
- خوزه لوئیس گارسیا پِرِس